# Shao Jiayi
Shao Jiayi (邵佳一S, Shào JiāyīP; Pechino, 10 aprile 1980) è un ex calciatore cinese, di ruolo centrocampista.

## Carriera

### Club
Ha iniziato la carriera nel Guoan di Pechino. Ha poi militato nel Monaco 1860 per due stagioni e mezza prima di trasferirsi all'Energie Cottbus. Qui resta per cinque stagioni, collezionando 100 presenze e segnando 15 reti. Nel 2011 viene ceduto al Duisburg, per poi, dopo aver giocato 10 partite segnando anche 1 gol, tornare a giocare in Cina, nella squadra che lo lanciò, il Guoan.

### Nazionale
Tra il 2000 ed il 2010 è stato titolare nella nazionale cinese, con cui ha anche segnato 8 gol in 47 presenze.